# Spånhyveltjärnen
Spånhyveltjärnen är en sjö i Malå kommun i Lappland och ingår i Skellefteälvens huvudavrinningsområde.